# Седлениеце, Сарма
Сарма Седлениеце (латыш. Sarma Sedleniece; 4 ноября 1939, Рига, Латвия — 27 декабря 2020, Рига, Латвия) — латвийская, ранее советская, шахматистка.

## Карьера шахматистки
В шахматы начала играть в возрасте 13 лет, и через два года победила в чемпионате Латвии среди девушек, в котором в общей сложности побеждала 4 года подряд (1954 - 1957). Также Сарма Седлениеце четыре раза побеждала в чемпионатах Риги среди женщин (1959, 1960, 1969, 1970).
В 1968 году достигла своего самого большого успеха и после дополнительного матча победила в чемпионате Латвии по шахматам среди женщин. После этого ещё два раза выигрывала призовое место на чемпионатах Латвии - 1971 году была второй, а в 1972 году заняла третье место. 1971 году в составе команды "Даугава" приняла участие в командном чемпионате СССР в Ростове-на-Дону.
Сарма Седлениеце также был первой чемпионкой Латвии в чемпионате по переписке (1969-
1970).
Она известна как образец спортивного долголетия. В последний раз Сарма Седлениеце принимала участие в финале чемпионата Латвии по шахматам среди женщин в 2003 году, а в 2011 году она участвовала в турнире памяти Алвиса Витолиньша.
Умерла 27 декабря 2020 года, похоронена на Яунциемском кладбище в Риге.